# Libüphoinikiaiak
A libüphionikiaiak ókori nép, a föníciaiak és a líbiaiak keveredéséből keletkezett nép az Afrika északi partján lévő föníciai gyarmatokon, illetve Dél-Hispaniában. Titus Livius és Sztrabón egyaránt említést tesz róluk.